# Peter Hirtz
Peter Hirtz (* 1937 in Neumünster) ist ein deutscher Sportwissenschaftler. Er war einer der führenden Sportwissenschaftler der DDR. Seine Arbeiten zum frühkindlichen Training haben die Talentauswahl und -förderung nachhaltig beeinflusst.

## Leben
Hirtz war aktiver Leichtathlet und Turner. Von 1955 bis 1960 absolvierte er ein Lehrerstudium an der Ernst-Moritz-Arndt-Universität Greifswald (Sport und Geographie). Zwischen 1960 und 1961 war er Kreissportlehrer. Von 1959 an bis 1983 war er Leiter der Sektion Leichtathletik der HSG Greifswald, 1961 wiss. Assistent an der Sektion Sportwissenschaft, parallel hierzu Aufbaustudium in Pädagogik. Nach der Promotion 1969 (Thema: Untersuchungen zum Abhängigkeitsgefüge des leichtathletischen Weitsprungs bei Schulkindern und zur Weitsprungausbildung im Sportunterricht der Unterstufe) Beförderung zum Oberassistent, 1971 Gründung des Bernstein-Zirkels. 1973 Beförderung zum Dozent. 1979 Promotion B (Thema: Untersuchungen zur koordinativ-motorischen Vervollkommnung von Kindern und Jugendlichen), daraufhin Berufung als stellvertretenden Institutsdirektor (seit 1985 Direktor). 1981 Ernennung zum Professor. 1990 Wahl zum Dekan der Philosophischen Fakultät und Mitglied des Senats der Universität. 1992 positiv evaluiert und als Professor für Sportwissenschaft übernommen, 2003 emeritiert. 1991‐2002 Vizepräsident der International Association of Sport Kinetics, 1991‐2001 Stellv. Sprecher der Sektion „Sportmotorik“ der Deutschen Vereinigung für Sportwissenschaft, 1995‐2005 Präsident des Leichtathletik‐Verbandes Mecklenburg-Vorpommern (dann Ehrenpräsident). Der WorldCat hat 32 Bücher von ihm.